# Jaroslav Netolička
Jaroslav Netolička (Opava, 3 marzo 1954) è un ex calciatore cecoslovacco, di ruolo portiere.
Ottenne il terzo posto con la Nazionale cecoslovacca nell'Europeo del 1980 in Italia. Due mesi dopo ottenne l'oro alle Olimpiadi di Mosca.